# Heinz Gernot
Heinz „Hein“ Gernot (* 2. Februar 1921 in Andreashütte, Provinz Oberschlesien; † 12. Oktober 2009 in Köln) war ein deutscher Künstler und Bildhauer.

## Leben
Heinz Gernot zog vor dem Zweiten Weltkrieg nach Köln. Zur Wehrmacht eingezogen kehrte er neun Jahre nach Kriegsende als Spätheimkehrer aus Russland zurück. Diese Zeit war prägend für seinen weiteren Lebensweg und den Schaffensdrang als Künstler. Er studierte an der Kunstakademie Düsseldorf und brachte es bis zum Meisterschüler. 1956 heiratete er Helga, eine Tochter des Bildhauers Hermann Isenmann, des künstlerisch-technischen Leiters der Gipswerkstatt der Akademie.
Schwerpunkt seines Lebenswerks waren religiöse Kunstwerke in katholischen Kirchen in Westdeutschland. So schuf er im Zeitraum von den 1960er-Jahren bis zum Anfang des 21. Jahrhunderts über 150 Kirchenaltare. Seine Werke finden sich in Kirchen vom Frankfurter Raum bis an den Niederrhein.

## Werke
Seine umfangreichsten Arbeiten sind im Bonner Münster. Hier schuf er einen versilberten Seitenaltar mit Elfenbeineinlagen, den Schrein für Cassius und Florentius in der Krypta, das Taufbecken sowie Portale, Lampen und Gitter.
Für die Kirche St. Joseph in Köln-Dünnwald erschuf er den Altar, die Taufe und den Weihwasserstein. Von Gernot stammen u. a. der Altar und der Taufstein in der Kirche St. Johann Baptist, Bergisch Gladbach-Refrath (Weihe 1968). 1969/70 schuf er Tabernakel und Altar für die Kirche in Euskirchen-Elsig.
Neben den religiösen Werken ist sein Schaffen auch an öffentlichen Bauten im Rheinland wiederzufinden. So schuf er die bronzene Eingangstür im Kölner Rathaus. Insgesamt typisch für seine Werke ist der Umgang mit verschiedenen Materialien wie Stein, Holz, Bronze, aber auch Aluminium. Häufig wurden Details aus Email, Elfenbein oder Bergkristall eingesetzt.
Seine geschaffenen Skulpturen sind überwiegend im Privatbesitz der Familie.